# Bettina Kenter

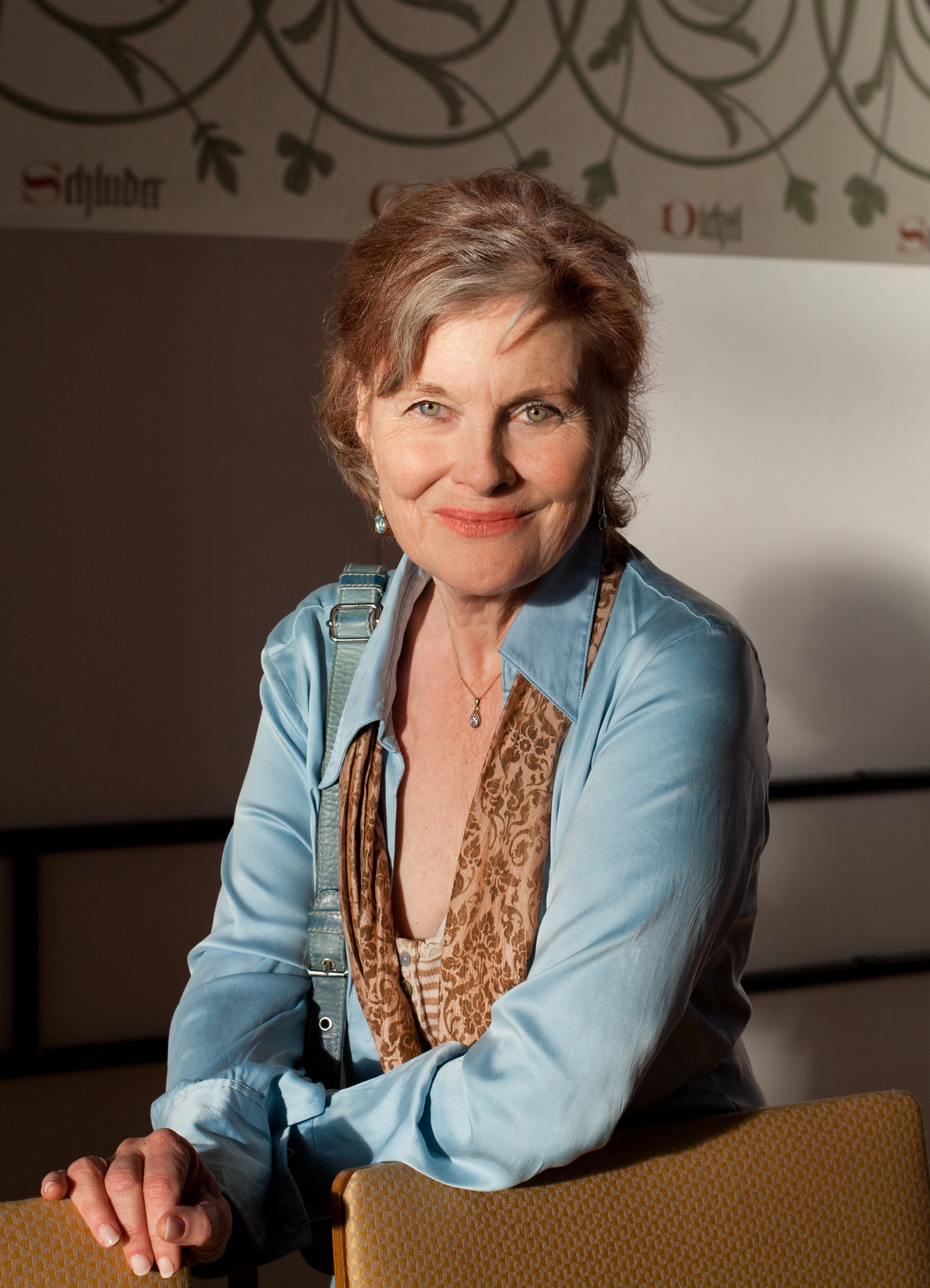
Bettina Kenter-Götte (2019)

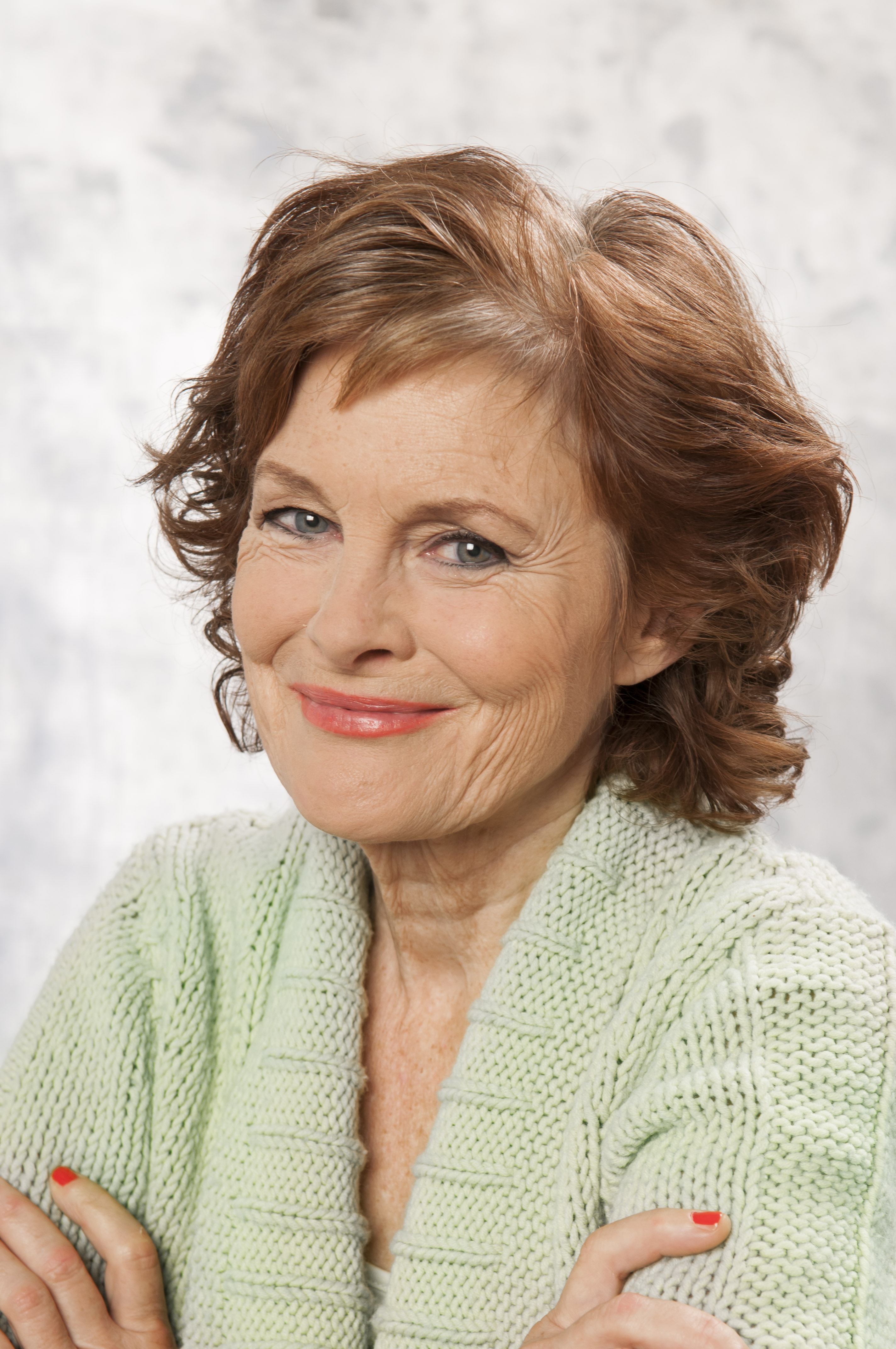
Bettina Kenter (2013)

Bettina Kenter-Götte (* 10. März 1951 in Wiesbaden) ist eine deutsche Schauspielerin, Autorin, Synchronsprecherin, und Regisseurin.

## Kindheit und Ausbildung
Bettina Kenter ist die Tochter der Schauspielerin Gertrud Jarand und des Regisseurs und Theaterpädagogen Heinz Dietrich Kenter; ihr Stammbaum lässt sich auf hugenottische Vorfahren zurückverfolgen. Nach dem Abitur besuchte sie die Schauspielschule des Piccolo Teatro in Mailand (seit 1991 Teatro d’Europa). Ihre Lehrer waren Giorgio Strehler und Paolo Grassi.
In der italienischen Erstaufführung von Peter Hacks‘ „Die Schlacht bei Lobositz“ stand die damals Neunzehnjährige in der Rolle der „Regina“ zum ersten Mal auf der Bühne; Regie führte Guy Retoré vom Théâtre de l’Est Parisien. Kenter gastierte auch im Teatro Romano, Verona. Dem italienischen Debüt folgten feste und freie Engagements in Deutschland und in der Schweiz.
An der Seite von Oliver Tobias verkörperte Kenter in der sechsundzwanzigteiligen australischen Fernsehserie „Luke’s Kingdom“ die Rolle der Anna-Louise. Die Regie zur Serie führte Peter Weir („Der einzige Zeuge“, „Club der toten Dichter“, „Truman Show“). Während der Dreharbeiten lebte die Schauspielerin ein Jahr lang in Australien. Diese Fernsehserie steht in Australien für den Beginn der Ära des Farbfernsehens; im ZDF wurde sie (1976) unter dem Titel „Das neue Land“ sowie in der Schweiz unter dem Titel „Firbecks neues Land“ ausgestrahlt.
1979 besuchte Bettina Kenter den Ashram von Bhagwan Shree Rajneesh (später Osho) in Puna, als Yogalehrerin reiste sie auf der MS Europa zum Nordkap.

## Karriere
Nach der Zusammenarbeit mit Peter Weir war die junge Charakterschauspielerin mit ihren prägnanten Gesichtszügen immer häufiger im Fernsehen zu sehen; sie wurde sowohl für komische Rollen als auch für die Darstellung tiefgründiger oder unbequemer Charaktere besetzt. In „Der Meisterboxer“ spielte sie die Rolle einer temperamentvollen italienischen Tänzerin; als „Sonja“ in „Schneesturm“ verkörperte sie eine leidgeprüfte Russin.
Feste und freie Bühnenengagements hatte sie unter anderem am Theater in der Brienner Straße/München (jetzt: Münchner Volkstheater), dem Fritz Rémond Theater in Frankfurt, an der Komödie im Marquardt/Stuttgart, an den Städtischen Bühnen Dortmund und am Luzerner Theater (Intendanz Peter-H. Stöhr). Zusammen mit Marie Bardischewski, Margot Mahler und Ilse Neubauer gründete sie das „Frauenensemble Kuckucksei“ (tz-Rose 1978). Sie arbeitete mit Regisseuren wie Boleslaw Barlog, Karin Brandauer, Hugh David, Karl-Heinz Deickert, Gero Erhardt, Horst Flick, Wolfgang Glück, Günter Gräwert, Ken Hannam, Eberhard Itzenplitz, Ruprecht Essberger, Hartmut Griesmayr, Nathan Jariv, Wolfgang Liebeneiner, Heinz Liesendahl, Hartwig van der Neut, Aleksandar Petrović, Werner Schlechte, Robert Schotter, Wolfgang Storch, Vera Tschechowa und Kurt Wilhelm zusammen.
Um sich ihrer Verantwortung als alleinerziehende Mutter einer 1981 geborenen Tochter besser stellen zu können, gab Bettina Kenter das Theaterspielen längere Zeit auf, reduzierte auch ihre schauspielerische Tätigkeit für das Fernsehen und war vorrangig als Synchronsprecherin, -übersetzerin/autorin und -regisseurin tätig. Sprecheraufgaben übernahm sie auch in weiteren Zusammenhängen, etwa in der vielgezeigten Fernsehdokumentation Glückliche Reise (2009) von Hans A. Guttner.
Erst 2010 kehrte sie anlässlich des 10. Europa-Theatertreffens „Sett“ in einer deutsch-afrikanischen Koproduktion zum Thema Bedingungsloses Grundeinkommen auf die Bühne zurück; im November 2011 reiste sie mit dem Theater tri-bühne nach Afrika, zu einem Gastspiel am Teatro Avenida in Maputo, dem einzigen professionellen Theater in Mosambik. Das Teatro Avenida ist bekannt geworden unter anderem durch die Zusammenarbeit mit dem schwedischen Schriftsteller Henning Mankell, der sich als Autor, Regisseur und Förderer seit Jahren für das Ensemble einsetzt.
In ihrem Buch „Auf Rosen gebettet? Geschichten von Wellness und Wellnepp“ nimmt sie die Auswüchse des Wellnessbooms unter die Lupe.
Bettina Kenter setzt sich seit geraumer Zeit gegen den Sozialabbau im Medienbereich und für die Enttabuisierung der zunehmenden Armut bei Bühnen- und Fernsehschaffenden ein. In der ZDF-Fernsehsendung 37 Grad vom 4. Oktober 2011 sprach sie offen über ihre damalige Armut, bedingt durch eine längere Krankheitspause und dem geringen Rollenangebot für ältere Schauspielerinnen.
2018 wurde ihr Buch „Heart's Fear. Hartz IV. Geschichten von Armut und Ausgrenzung“ veröffentlicht, ein Bericht aus dem Innern von Hartz IV. Im November 2019 bezeichnete sie das  Urteil des Bundesverfassungsgerichts Karlsruhe 2019 als „sozial schwach“, da es doch „ausnahmsweise“ auch weiterhin 60-prozentige und 100-prozentige Kürzungen des Existenzminimums erlaube, und dass der Vorschlag des Arbeitsministeriums entlarvend, die Unmenschlichkeit des Armuts- und Ausgrenzungsgesetzes Hartz IV zeigte.
Kenter ist verheiratet und lebt im Großraum München.

## Werke

### Schauspielerin
- 1970: Debüt am Piccolo Teatro in der italienischen Uraufführung von Peter Hacks’ “Die Schlacht bei Lobositz” in der Rolle der Regina, Regie Guy Rétoré, TEP, Paris
- 2010/2011: „Kämpferische Träume“ am Theater tri-bühne Stuttgart, im Rahmen des 10. Europa-Theaterfestivals, Regie Edith Koerber
- November 2011: Gastspiel in Afrika (Maputo/Mosambik) anlässlich des 25-jährigen Bestehens des Teatro Avenida (Förderer Henning Mankell)

### Bühnenrollen (Auswahl)
- Zerbinette in „Scapins Schelmenstreiche“
- Olivia in „Was ihr wollt“
- Luise in „Kabale und Liebe“
- Luka in „Helden“
- Estrella in „Das Leben ist ein Traum“
- Alarica in „Der Lauf des Bösen“
- Polly in „Dreigroschenoper“
- Lil in “Dusa, Stasi, Lil und Fish” (Frauenensemble “Kuckucksei” mit Margot Mahler, Ilse Neubauer, Marie Bardischewski, AZ-Stern 1978)
- Stumme Kattrin in „Mutter Courage“
- Franziska in „Minna von Barnhelm“
- Hilde in „Baumeister Solness“
- Alte in „Die Stühle“
- Rosalie in „Monsieur Klebs und Rosalie“

### Fernsehrollen (Auswahl)
- 1971: Ein toller Dreh (mit Katrin Ackermann, Klaus Havenstein, Gerlinde Locker, Ruth Kappelsberger, Eva-Maria Meineke, Friedrich Schönfelder, Thomas Reiner, Hans Timerding, Günter Ungeheuer, Gert Vespermann), BR
- 1973: Schneesturm (mit Lina Carstens, Heinz Bennent), ZDF
- 1974: Anna-Louise in der Fernsehserie „Luke’s Kingdom“ (deutscher Titel: „Das neue Land“, ZDF). Historische Spielfilmserie. Australisch-englisch-deutsche Koproduktion. Regie: Peter Weir. Kamera: John McLean und John Seale („Der einzige Zeuge“)
- 1975: Gruppenbild mit Dame (mit Vadim Glowna, Witta Pohl, Otto Sander, Romy Schneider), Kinofilm
- 1975: Die Lady von Chicago (mit Joachim Ansorge, Herbert Hermann, Anna Teluren), ZDF
- 1976: Der wahre Jakob (mit Willy Millowitsch, Erna Sellmer, Eddi Arent), WDR
- 1976: Frauensiedlung (mit Monica Bleibtreu, Jürgen Prochnow), SR
- 1977: Der Meisterboxer (mit Michaela May, Eva-Ingeborg Scholz, Hans-Helmut Dickow, Mogens von Gadow), ZDF
- 1978: Eine Dummheit macht auch der Gescheiteste (mit Gerd Baltus, Ruth-Maria Kubitschek, Martin Lüttge, Hannelore Schroth, Gisela Trowe), ZDF
- 1984: Freitags Abend (mit Thomas Freitag), ZDF
- 1987: Die Krimistunde (Fernsehserie, Folge 26, Episode: „Der Kandidat“)
- 1990: Marleneken (mit Hannelore Hoger, Karin Baal, Hans Michael Rehberg, Elisabeth Trissenaar), ZDF
- 2006: Der Kreis des Lebens, WDR, BR, ARTE

### Synchronrollen (Auswahl)

#### Filme
- 1992: Columbo: Ein Spatz in der Hand – Joanna Sanchez als Sgt. Nancy Duran
- 1992: Prinzessin Fantaghirò II – Barbora Kodetová als Weiße Hexe
- 1993: Der Zeuge am Fenster – Mia Korf als Carol Rembrandt
- 1994: Werbung für die Liebe – Jessica Tuck als Nicole Barnes
- 1994: Marie Antoinette – Aurore Clément als Marie Antoinettes Mutter
- 1995: Alles Schwindel – Angela Finocchiaro als Sandra Marinoni
- 2007: La vie en rose – Elisabeth Commelin als Danielle Bonel
- 2015: Im Himmel trägt man hohe Schuhe – Eileen Davies als Aces Nanny
- 2016: Ein ganzes halbes Jahr – Eileen Dunwoodie als Café-Kundin

#### Serien
- 1988–1990: Reich und Schön – Joanna Johnson als Caroline
- 1991–1992: Die Simpsons – Maggie Roswell als Helen Lovejoy (Staffel zwei, außer in Kampf dem Ehekrieg)
- 1993–1998: Dr. Quinn – Ärztin aus Leidenschaft – Elinor Donahue als Rebecca Quinn
- 1993–2011: Law & Order – Leslie Hendrix als Elizabeth Rodgers
- 1996–1999: Melrose Place – Dey Young als Dr. Shulman
- 2000: Hör mal, wer da hämmert – Megan Cavanagh als Trudy
- 2004–2011: Criminal Intent – Verbrechen im Visier – Leslie Hendrix als Elizabeth Rodgers

### Autorenpreise und Nominierungen
- 1984: Förderpreis der Luzerner Literaturförderung
- 2009: Prämierung beim Erika-Mitterer-Lyrikpreis und 2. Platz der Jury bei „Wort-Werk“
- 2010: 3. Platz der Jury bei „Wort-Alfi“
- 2010: Nominierung bei „Kunstrasen München“ und Prämierung bei „Kunst im Mais“
- 2010: Preisträgerin beim 1. Stuttgarter Autorenpreis, gestiftet von Götz Werner; prämiert wurde Kenters Bühnen-Erstling „Von Chancen und Schangsen, oder: Germania, quo vadis?“ Untertitel „Hartz-Grusical mit Hoffnungsschimmer.“[8]

### Regie für Synchron
- Timm Thaler (Zeichentrick, TV) (Goldener Spatz der ARD 2002)
- Pumuckl und sein Zirkusabenteuer (Kino)
- Wenn Frauen töten (TV)
- Ruanda-Stimmen gegen das Vergessen (TV)
- Amerikas große Nationalparks (TV)
- Die Seele des Outback (TV)

### Autorin für Synchron
- Reich und Schön (TV)
- Ein Zwilling kommt selten allein (TV)
- Timm Thaler (TV)
- Wenn Sekunden entscheiden (TV)

### Spielfilme
- Reise in die Finsternis (TV)
- Die drei Leben der Thomasina (TV)
- Gewendet (TV)
- Winterliebe – späte Romanze im Schnee (TV)

## Tätigkeit als freie Autorin

### Kurzgeschichten
- „Zahltag“, Verlag Piper (in „Stimmen von morgen“ aus: Bettina-von-Arnim-Preis 1994)
- „Lügen und Betrü…blich“ (Verbandszeitschrift Verband deutscher Schriftsteller 1996)
- „Krötenschlucken oder: die Herrschaft der ARGEn“ (in „Armut“, Wittaverlag 2006 und im „Arbeitsmarkt“, Wissenschaftsladen Bonn, 2008)
- „Apfelbaumblütenrosa“ Elfen-Verlag (in „Gartenträume“, Elfenverlag 2007)
- „Albergo Ida“ und „Die Aussprache“ (in „Begegnungen“, EditionLeselust 2007 und 2008)
- „Ganz anders“ (in „Weihnachten“, Edition Wendepunkt 2007)
- „Früchte der Maßnahme“ (in „BissFest“, 2008)
- „Die Aussprache“ (Anthologie „Begegnungen“, Edition Leselust 2009)
- „39°, wolkenlos“ (Anthologie „Einfach tierisch“, Edition Wendepunkt 2009)
- „Die Priester des warmen Gotte's“ (Teilnahme an der „Nacht der schlechten Texte“, Villach 2009, 2. Platz der Jury)
- „Zwischen der Stille“ (Anthologie „Begegnungen“, Edition Leselust 2009)
- „Weit fort“ (Anthologie „Höhenflüge und Abgründe“, Autorenverband, 2010)
- „Gebrandmarkt“ („Der Literarische Zaunkönig“, Erika Mitterer Gesellschaft 2010)
- „Von Knete, Mäusen und Gestänken oder: Lass die fremde schwarze Katze nicht ins Haus!“, 2007
- „Zwielichdickicht“ 2008
- „Gebrandmarkt“ www.schreib-lust.de 2009
- „Weltenweber“ www.forum-literatur.de 2009

### Audio
- Doppel-CD „Abenteuer Vogelwelt“ (Töne für Kinder, Hoergold 2000)

### Lyrik (Auswahl)
- „Familienaufstellung. Finden.“ („Der Literarische Zaunkönig“, Erika Mitterer Gesellschaft, 2009)
- „Niemand da heut“, „Minnelied im Internet“, „Hip-Hop-Hartz-Krimi“ (www.jokers-lyrik.de 2009–2011)
- „Ein Krimi im Maisfeld“ (Kunst im Mais, Nidderau, 2010)
- „Mir träumte von dir“, „Ein offenes Herz“ (EditionLeselust, 2010)

### Sachbücher
- „Auf Rosen gebettet? Geschichten von Wellness und Wellnepp“, Jakobus Verlag, Barsbüttel 2008, ISBN 978-3-940302-09-0, 2. Auflage BOD Norderstedt 2010 ISBN 978-3-8370-9433-6
- „Heart's Fear. Hartz IV. Geschichten von Armut und Ausgrenzung“, Verlag Neuer Weg, 2018, ISBN 978-3-88021-494-1

### Bühnenstücke
- „Von Chancen und Schangsen, oder: Germania, quo vadis? Ein Hartz-Grusical mit Hoffnungsschimmer“ (Stuttgarter Autorenpreis, März 2011)
- „Kies, Moos, Knete, Stein“ (Kindermusical zur Entstehung des Geldes)
- „Bericht aus Deutschland“ (Eine szenische Hartz-IV-Kritik)